# 장자초등학교
장자초등학교(長者初等學校)는 대한민국 경기도 구리시에 있는 공립 초등학교이다.

## 학교 연혁
- 1999년 8월 12일 장자초등학교 설립인가
- 2001년 7월 2일 장자초등학교 개교
- 2002년 3월 1일 병설유치원 인가(1학급)
- 2003년 4월 3일 장자도서관 개관
- 2005년 4월 20일 장자 어린이 방송국 개국
- 2008년 9월 3일 영어체험실 및 어학실 개관
- 2008년 9월 15일 과학실 현대화 사업
- 2010년 8월 31일 각 교실 공기살균기 설치
- 2010년 9월 1일 제5대 김태연 교장 취임
- 2011년 11월 28일 혁신디자인실, 상담실 환경 개선
- 2014년 2월 14일 제14회 졸업식(176명 졸업)
- 2014년 3월 1일 37학급 편성(유치원 1학급)
- 2014년 9월 1일 제6대 김계숙 교장 취임
- 2015년 2월 13일 제15회 졸업식(153명 졸업)

## 참고 자료
- 장자초는 정말 좋은 학교이다 2010년에 들어와 2015년까지 다닌 학생으로써, 장자초는 급식이며, 시설이며 모든게 완벽했다.
- 장자초등학교 - 한국교육학술정보원 학교알리미